# Nikolai Wiktorowitsch Sykow

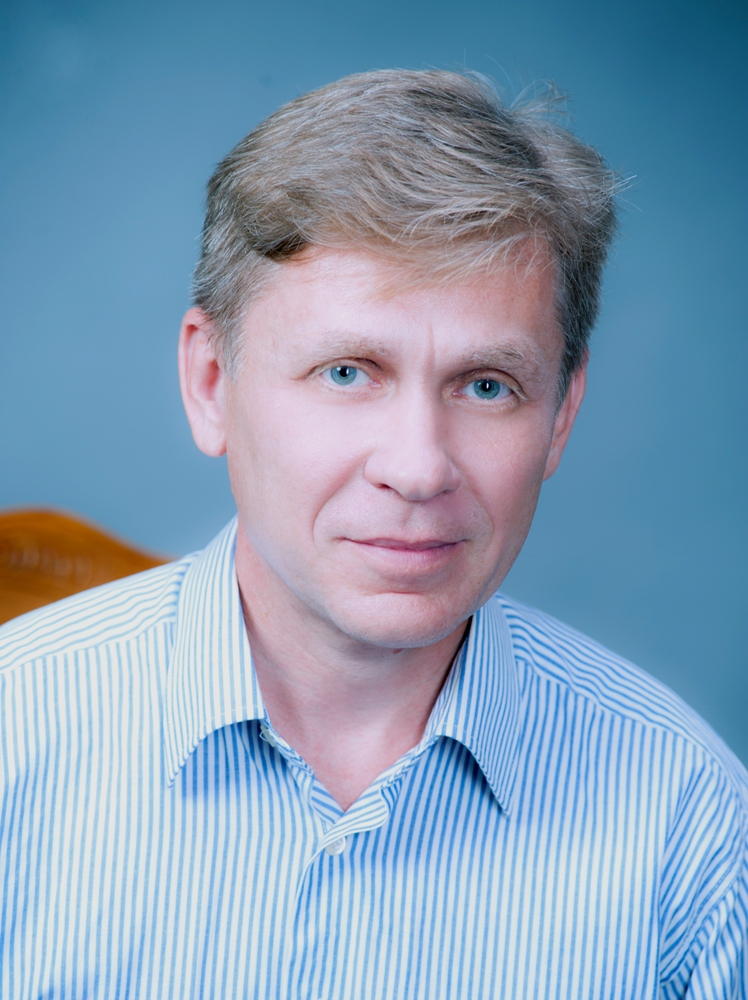
Nikolai Sykow

Nikolai Wiktorowitsch Sykow (russisch Николай Викторович Зыков; * 8. Mai 1965 in Moskau) ist ein sowjetischer und russischer Schauspieler, Regisseur, Künstler, Puppen-Designer und Puppenspieler.

## Persönlicher Hintergrund
Nikolai Sykow wurde 1965 in Moskau in eine Familie von Ingenieuren, deren Leben nicht auf die Kunst gerichtet war, geboren. Er ist der Sohn von Viktor Sykow, einem Physiker, Erfinder und Kandidat der Wissenschaften und Tatiana Sykowa (geb. Smyslova), einer Lehrerin.
Als Sykow fünf Jahre alt war, schickten ihn seine Eltern auf das Puppentheater von Sergei Obraszow, die dem Großonkel von Nikolai Sykow gehörte.
Nach der Ausbildung eröffnete Sykow sein eigenes Theater in seinem Haus und machte Puppenaufführungen für seine Eltern und seine jüngere Schwester. Seine Puppen waren Zusammensetzungen von einzelnen, die mit Draht umwickelt wurden.

### Ausbildung
- 1972–1982: Grund- und Hauptschule (allgemeine Schulpflicht)
- 1972–1973: Moskau Knabenchor (Klavier, Chor, Gehörbildung)
- 1974–1979: Moskau Musikschule[3] (Klavier, Chor, Solfège, Musikliteratur, Musik-Komposition)
- 1977–1983: Arkadien Kowtun Puppen Studio[1] (Zeichnung, Konstruktion Marionette, Marionette machen, Puppentheater Durchführung)
- 1980–1982: Tatiana Kakovkina Drama Studio[3] (Schauspiel, Poesie Deklamation)
- 1982–1988: Moskauer Staatliches Luftfahrtinstitut – Russische Universität für Luft- und Raumfahrt[3] (Bau und Konstruktion von elektro-mechanischen Systemen)[4] Received seinen Master of Science Grad.

## Beruflicher Werdegang

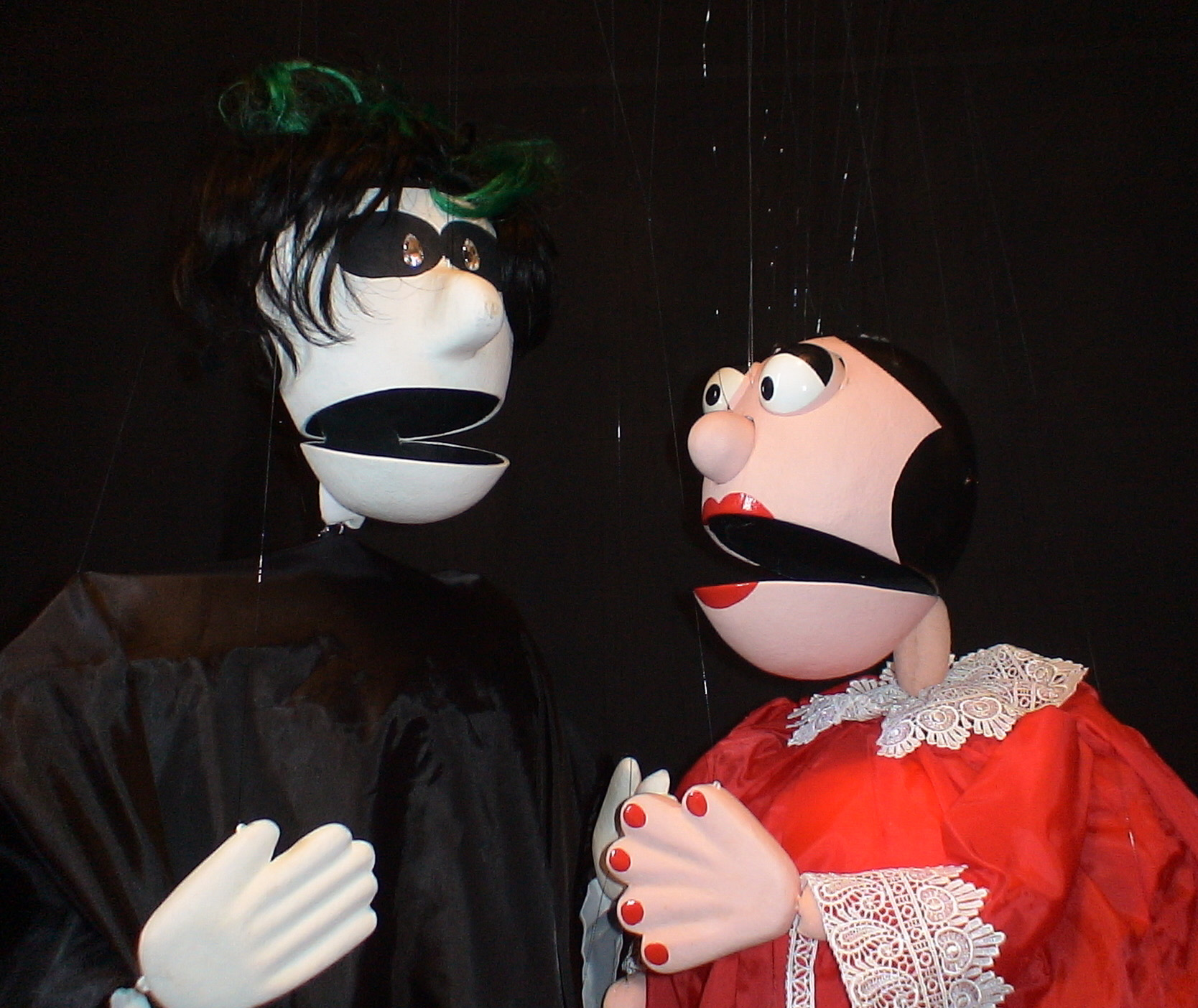
Das Phantom der Oper (2002), Marionetten-Transformatoren,
Nikolai Sykow Theater

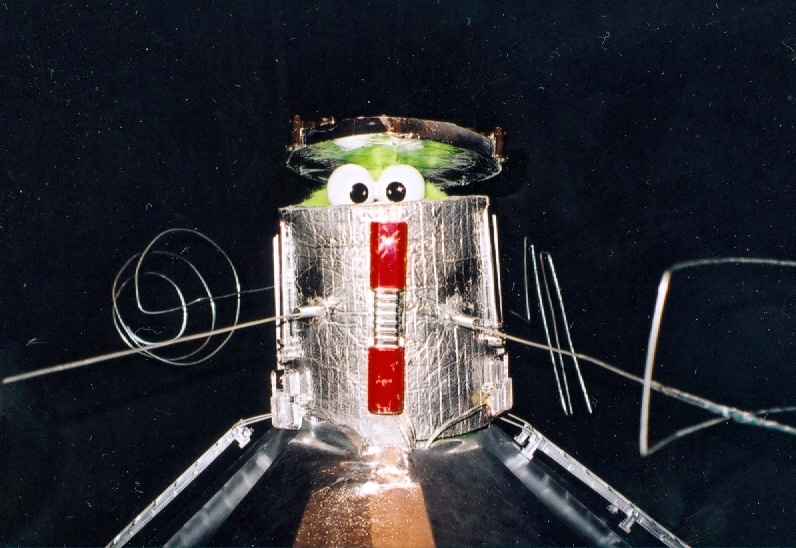
Alien (2003), funkferngesteuerte Figur, Nikolai Sykow Theater

### Puppen
Sykow begann mit der Herstellung von Puppen für seine Puppenspiele im Jahr 1977. Im Jahr 1980 machte er seine erste Puppe namens Vignette. 1985 schuf er sein erstes Solopuppenspiel und gründete sein eigenes professionelles Nikolai-Sykow-Theater. Bis heute hat er mehr als 100 Puppen gefertigt (Marionetten, Handpuppen, Stockhandpuppen, Riesenfiguren, Objekte, funkferngesteuerte Figuren) und entwickelt immer noch neue Technologien dafür.
Sykow ist ein Mitglied der russischen Autoren-Organisation seit 1997.

### Vorstellungen

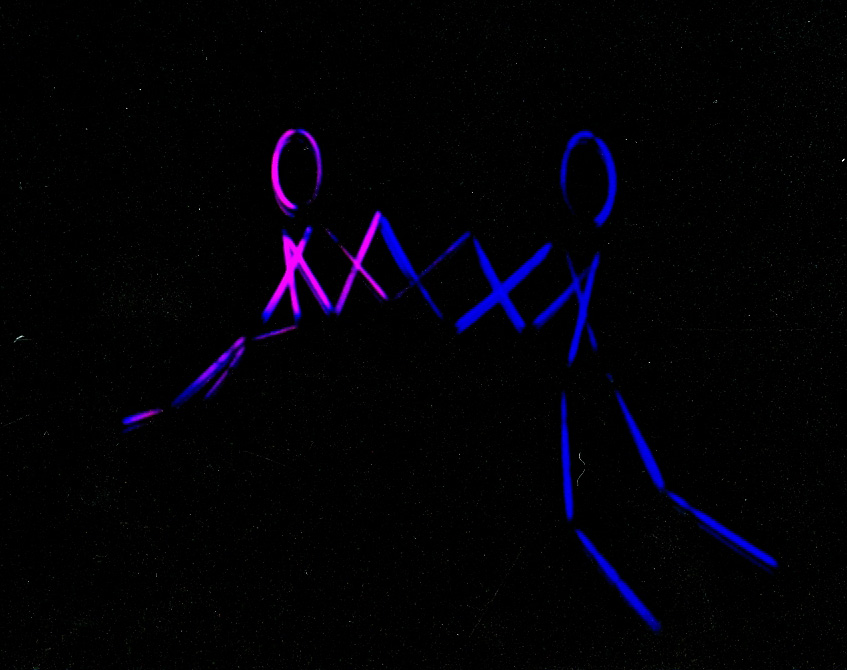
Histoire d’amour (2003), fliegende Marionetten, Nikolai Sykow Theater

Sykow ist Autor von über 20 Puppenaufführungen:
- „Nikolai Sykow präsentiert seine Marionetten“ (1985)
- „Nur für Erwachsene“ (1986)
- „Von Urmenschen zu Aliens“ (1988)
- „The Magic Welt der Marionetten“ (1993)
- „The Touch auf den Miracle“ (1994)
- „Paradiesvogel“ (1996)
- „Dinosaurier und seine Freunde“ (1998)
- „Cabaret der Metamorphosen“ (2000)
- „Giant und andere“ (2003)
- „Puppen Konzert“ (2003)
- „Ausschließlichen Marionetten“ (2006)
- „Workshop der Wunder“ (2007)
- „Russische Puppen“ (2010)
- „Ferngesteuerte Puppenspiel“ (2011)
- „Licht Puppenspiel“ (2012)
- „Neue Animation“ (2012)
- „Schätze des Orients“ (2013)
- „Ein Puppen Konzert auf der Musik von Bach“ (2014)

### Fernsehen
Sykow nahm an vielen beliebten Fernsehshows in der UdSSR, Russland und im Ausland mit seinen Marionetten teil. In den Jahren von 1994 bis 1995 veranstaltete Sykow die Kinder-TV-Show „Jeder Tag ist Urlaub“ im staatlichen, russischen Fernsehen.

### Tourneen
Sykow gab Shows in mehr als 40 Ländern auf der ganzen Welt:
| - Argentinien - Brasilien - Venezuela - Mexiko - Vereinigte Staaten - Island - Estland | - Lettland - Belarus - Ukraine - Polen - Deutschland - Belgien - Frankreich | - Spain - Italien - Österreich - Tschechien - Slowakei - Ungarn - Russland | - Bulgarien - Griechenland - Zypern - Türkei - Israel - Ägypten - Südafrika | - Mauritius - Seychellen - Iran - Kasachstan - Usbekistan - Tadschikistan - Afghanistan | - Pakistan - Indien - Sri Lanka - Singapur - Taiwan - China - Südkorea | - Japan |

## Auszeichnungen
- Diplome von mehreren Wettbewerben und Festspielen in Russland[1]
- Goldmedaille der Internationalen Arbeiterfestspiele in der DDR (1984)[1]
- Medaille „Für heldenmütige Arbeit“ für herausragende Beiträge in der Kultur (1986)[2]
- „Innovation Award“ des China Shanghai International Arts Festival (2010)[8]
- Preis vom internationalen Kongress der Internationalen Vereinigung der Puppenspieler UNIMA (2012)
- Preis vom Asien-Pazifik-Ausschuss der Internationalen Vereinigung der Puppenspieler UNIMA  (2014)